# Ecks vs Sever
Ecks vs Sever è un videogioco sparatutto in prima persona per Game Boy Advance.

## Trama
Jonathan Ecks è uno straordinario agente dello SWAT. Laureato in Psicologia Criminale a 19 anni ad Harvard, ha conseguito anche un dottorato alla Columbia University, entrando poi nell'FBI dove ha preso il via. Scaltro, inaffidabile, è sempre stato un "lupo solitario"; un giorno però sua moglie e suo figlio vengono uccisi da una bomba destinata a lui. Ci vogliono tre anni perché venga giudicato mentalmente sano, ma non si riprenderà più e lascia il suo lavoro. Allora Mills, il vicedirettore dell'FBI gli offre 12 missioni illegali in cambio di informazioni sull'attentato. Queste missioni sono sempre focalizzate sull'uccidere l'agente della National Security Agency (NSA) Sever, un'orfana cresciuta senza infanzia e addestrata ad uccidere in mille modi differenti, anch'essa travolta da una tragedia familiare.
Dopo numerosi colpi di scena si renderà noto che Gant, il capo dell'NSA e nuovo mandante delle missioni di Ecks, lo avrà usato per tentare di eliminare Sever mentre era lui il colpevole del delitto di entrambe le famiglie dei protagonisti, e li aveva messi l'uno contro l'altro (Ecks vs Sever, da qui il titolo). Dopo quattro settimane, il tutto verrà rivissuto come flashback durante un grande processo a Washington (per Ecks) e a Fort Meade, la base dell'NSA (per Sever).

## Accoglienza
Il gioco venne accolto positivamente dalla critica del mondo videoludico: un 9.0 dell'IGN lo conferma come migliore FPS per GBA, gradevole la possibilità di rigiocare gli eventi in multiplayer e impersonando l'altro protagonista. Il suo punto di forza è sicuramente il fatto di non rappresentare una versione ridotta per GBA, bensì di essere stato pensato e sviluppato direttamente per questo tipo di console: i personaggi risultano profondi e dal profilo psicologico complesso, dove la vendetta, l'inganno e le battute facili e incisive sono dei marchi di fabbrica della trama. Le armi sono numerose.
Purtroppo venne ostacolato sia dalla presentazione dei personaggi, mediante lunghi testi a scorrimento e nessun altro riferimento alla trama durante le missioni, sia dall'uscita nell'ambito cinematografico dell'omonimo film Ballistic: Ecks vs Sever. Il videogioco inizialmente doveva ricalcare il film, che però fu modificato tre volte, perciò né Ecks vs Sever né il seguito sono basati sulla trama cinematografica.